# Attu (États-Unis)
Pour les articles homonymes, voir Attu.
Attu est une île de l'archipel des Aléoutiennes à l'ouest de l'Alaska.

## Localisation et description
Attu fait partie des Near Islands et constitue le point le plus occidental des États-Unis. 
Elle se trouve à environ 1 700 km du continent américain, à 1 200 km des îles Kouriles en Russie et à seulement 335 km de l'île russe Medny, la plus proche des îles Komandorski. 
Elle mesure environ 32 km sur 56 km, pour une superficie de 1 792 km2. En 2000, sa population était de 20 personnes.
Attu possède une base de la United States Coast Guard, Casco Cove Coast Guard Station, aujourd'hui fermée.

## Histoire

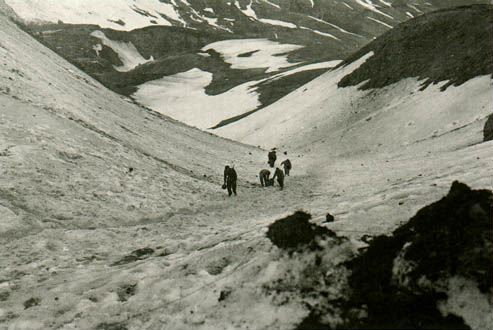
Troupes américaines ravitaillant Attu en mai 1943.

### Seconde Guerre mondiale
Les Aléoutes sont les habitants autochtones de l'île avant la Seconde Guerre mondiale. Cependant, le 7 juin 1942, six mois après l'attaque de Pearl Harbor, le 301e bataillon indépendant d'infanterie de l'armée japonaise du nord débarque sur l'île sans opposition, un jour après s'être emparé de Kiska. Ces deux îles sont les seuls territoires nord-américains à avoir été occupés par les Japonais lors du conflit. Auparavant, les autorités américaines ont évacué 860 Aléoutes peuplant l'archipel pour les transporter en Alaska du Sud-Est, où 75 meurent d'infections lors des deux années qui suivent.
Toutefois, le village d'Attu n'a pas été évacué lors de l'assaut nippon. Seuls 45 autochtones sont présents, ainsi que deux Américains blancs, Charles Foster Jones, un technicien radio et sa femme Etta, une enseignante. Le village se compose de plusieurs maisons autour de Chichagof Harbor. Tous les Aléoutes sont parqués dans un camp près d'Otaru, sur l'île d'Hokkaido et trois y meurent, tandis que Charles Jones est tué juste après l'assaut par les Japonais. Sa femme est envoyée dans l'hôtel Bund à Yokohama, qui abrite aussi des prisonniers australiens de la bataille de Rabaul. 
L'objectif de l'invasion d'Attu s'explique pour trois raisons :
- Prévenir un assaut américain depuis l'archipel des Aléoutiennes ;
- Couper ou entraver les contacts entre les Etats-Unis et l'URSS pour prévenir une alliance entre les deux pays ;
- Etablir des bases aériennes pour des offensives à venir.

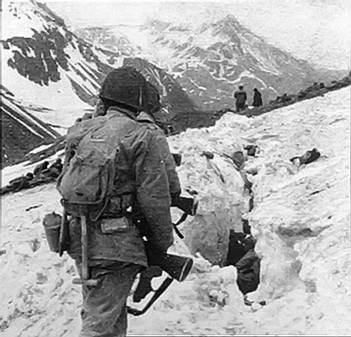
Les troupes américaines sur Attu en mai 1943.

A la fin septembre 1942, la garnison japonaise est transférée à Kiska et Attu est plus ou moins abandonnée. Pour autant, les Américains n'essaient pas de la réoccuper. Le 29 octobre, les Japonais y reviennent pour y établir une base à Holtz Bay, dont la garnison comprend 500 hommes, montant à 2 300 en mars 1943. Par la suite, les efforts de l'US Navy compliquent l'arrivée de nouveaux renforts. Le contre-amiral Charles McMorris a explicitement pour mission d'empêcher les convois de ravitaillement d'atteindre les deux îles et, après la bataille des îles Komandorski, les Japonais abandonnent tout envoi de renforts et de vivres par des navires de surface et seuls des sous-marins sont désormais utilisés.
Le 11 mai 1943, les Américains lancent la reconquête d'Attu. Celle-ci est difficile en raison du manque de barges de débarquement, de l'absence de plages adaptées et de la météo difficile qui complique toute opération. De nombreux soldats souffrent d'engelures, d'autant que le matériel peine à être débarqué et qu'il ne peut être utilisé du fait des conditions climatiques. De leur côté, les Japonais renoncent à empêcher le débarquement et préfèrent se fortifier sur les hauteurs. Les pertes sont lourdes des deux côtés avec 549 Américains tués, 1 148 blessés, 614 qui meurent des suites de maladies et 318 d'autres causes, principalement des pièges japonais ou des tirs amis. Les Nippons sont finalement vaincus à Massacre Valley, subissant 2 035 tués. 
Le 29 mai, les dernières troupes japonaises lancent une attaque soudaine près de Massacre Bay, dans l'une des plus importantes opérations de ce type de la campagne du Pacifique. L'assaut désespéré, dirigé par le colonel Yamasaki, pénètre loin dans les lignes américaines. Les combats sont intenses, parfois au corps à corps et les Japonais sont tués presque jusqu'au dernier, avec seulement vingt-huit prisonniers dont aucun officier. Si les Américains ont recensé 2 351 Japonais enterrés, il est fort probable que des centaines d'autres ont été ensevelis sous les tirs d'artillerie nourris tout au long de la bataille.
Bientôt, l'armée de l'air américaine construit une base aérienne, la Alexai Point Army Airfield, qu'elle utilise à partir du 10 juillet 1943 pour bombarder les positions japonaises des îles Kouriles. Il s'agit alors des premières attaques directes sur le sol japonais depuis le raid de Doolittle.

### Après-guerre
Après la guerre, les habitants ayant survécu sont transportés sur d'autres îles ou sur le continent car ils ne sont plus suffisamment nombreux pour assurer une présence suffisante dans leur ancien village. Le gouvernement décide de construire une station LORAN à la pointe sud de l'île, à Theodore Point. Vingt soldats sont présents en continu, issus de l'US Coast Guard. Une route est construite depuis Baxter Cove pour y acheminer le matériel.
En 1954, la station est d'abord déplacée à Casco Cove puis à Massacre Bay en 1960. En parallèle, une ligne aérienne est maintenue régulièrement depuis Anchorage avec deux vols directs. L'aérodrome d'Attu est alors le plus occidental des États-Unis.
En 1985, l'ancien champ de bataille est déclaré National Historic Landmark et est inclus dans le Aleutian Islands World War II National Monument.
En 1987, le gouvernement américain accepte que son homologue japonais installe un monument sur Engineer Hill, lieu des derniers combats en 1943. Une inscription en japonais et en anglais dit : « En mémoire de tous ceux qui ont sacrifié leurs vies, sur les îles et les mers du Pacifique Nord au cours de la Seconde Guerre mondiale et au nom d'une paix mondiale ».
Le 1er août 2010, la station LORAN cesse de fonctionner et, le 27 août, elle est décommissionnée, entraînant le départ du personnel et la fin de toute population résidente sur l'île.